# Placard (œuvre)
Le placard en tant qu'œuvre est un type d'estampe (lithographie, bois gravé, eau-forte, etc.) particulier qui réunit un texte — souvent poétique — à une image réalisée par un plasticien. Le tirage réalisé est la plupart du temps limité à un petit nombre d'exemplaires.
C'est un moyen d'expression artistique et littéraire sous forme d'affiche qui se situe entre l'estampe et le livre d'artiste.

## Histoire
Le placard est né avec l'imprimerie. Il s'agissait avant tout d'image « placardée » sur les portes des édifices publics d'État ou appartenant à l'église. Il s'agissait d'informer ou d'endoctriner la population. Certains artistes ont détourné à des fins poétiques ce procédé afin d'en faire des œuvres.

## Artistes ayant réalisé des placards
- Jean-Michel Meurice, placard avec des textes de Roland Barthes, galerie Maeght éditeur[1].
- Placards de Jean-Marc Scanreigh.
- Michel Carrade